# Enrique Gómez Campuzano
Enrique Gómez Campuzano (Bogotá, 1905 - ibídem 6 de octubre de 1982), más conocido como Gomar, fue un ceramista, escultor, pintor y dibujante colombiano.
Es reconocido sobre todo por la gran cantidad de piezas cerámicas que produjo a mediados del siglo XX.

## Biografía
Nació en Bogotá el 8 de septiembre de 1905, en el hogar de Roberto Gómez Sáiz y María de Jesús Campuzano. Fue el cuarto de siete hermanos, de quienes destaca Ricardo Gómez Campuzano, reconocido pintor paisajista de la denominada Escuela de la Sabana. Terminó sus estudios secundarios en la Escuela Ricaurte. Pese a que algunas fuentes insinúan que Gómez nunca recibió educación artística, Carmen Ortega Ricaurte, en su Diccionario de Artistas en Colombia indica que inmediatamente después de graduarse como bachiller, ingresó a la Escuela Nacional de Bellas Artes.
Fundó y fue propietario de varias empresas de productos cerámicos, entre las cuales destacan Delty (1932), Cerámica Santa Fe (1945) y, por supuesto, Gomar (1953). Por sus labores como ceramista fue condecorado en 1940 con la Medalla Jiménez de Quesada, que le fue impuesta por el presidente Eduardo Santos, en la Quinta de Bolívar, y posteriormente, en 1949, recibió una segunda condecoración por parte de la Sociedad de Mejoras y Ornato de Bogotá. Sus obras más destacadas como ceramista fueron, quizá, las ejecutadas en 1946 inspiradas en las fábulas de Rafael Pombo, tales como La Pobre Viejecita, Simón el Bobito y Rin Rin Renacuajo. En las décadas de 1960 y 1970 hizo en Bogotá varias exposiciones de sus cerámicas, dibujos y acuarelas, incluyendo la IV Feria Exposición Internacional de Bogotá. Participó también en el IX Salón de Artistas Colombianos, y en la exposición colectiva que se hizo para celebrar el Grito de Independencia el 20 de julio de 1953. En el edificio de la Sociedad Colombiana de Arquitectos hay un mural suyo, hecho con azulejos cerámicos. 
Ejecutó varias caricaturas políticas para periódicos como El Tiempo. También fue un artista destacado para la conmemoración del cuarto centenario de la fundación de Bogotá en 1938, haciendo algunos dibujos a plumilla para ilustrar el programa de los festejos conmemorativos, las ediciones de lujo de "Registro Municipal", y algunas ediciones de libros de autores bogotanos que fueron reeditados para ese mismo año.  Como acuarelista y pintor fue reconocido por sus dibujos de animales, en particular de caballos, que ejecutaba con gran maestría. Dos murales suyos con temas ecuestres se encuentran en el Hipódromo de Techo, al sur de Bogotá.
Falleció en Bogotá el 6 de octubre de 1982 a la edad de 77 años a causa de un infarto.